# Staphida
Staphida (лат.) — род птиц семейства белоглазковых (Zosteropidae). Ранее всех представителей рода помещали в родYuhina. Молекулярно-филогенетические исследования 2019 года показали, что род Yuhina является полифилетическим. Для поддержания монофилии три вида были перемещены в восстановленный род Staphida, который изначально был введён в 1871 году английским натуралистом Робертом Суинхо (англ. Robert Swinhoe).

## Классификация
Международный союз орнитологов включает в род три вида:
| Изображение | Русское название | Научное название     | Распространение                       |
| ----------- | ---------------- | -------------------- | ------------------------------------- |
|             |                  | Staphida everetti    | Калимантан                            |
|             | Красноухая юхина | Staphida castaniceps | от Гималаев до северо-запада Таиланда |
|             |                  | Staphida torqueola   | юг Китая и север Индокитая            |